# Goldjungs

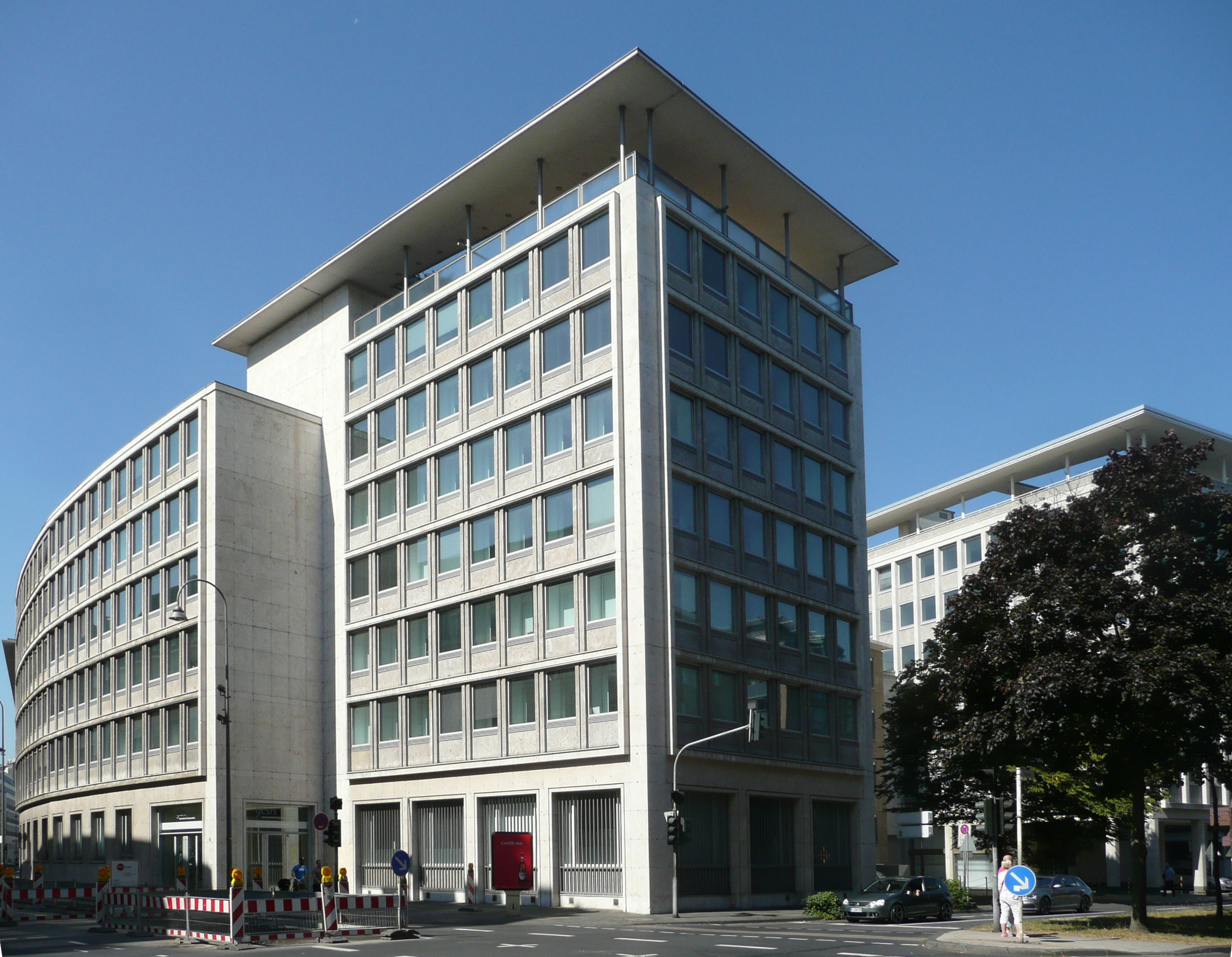
Inspiriert wurde der Film durch die Bankenpleite der Herstatt-Bank (Foto: ehemaliges Hauptgebäude, Drehort des Films)

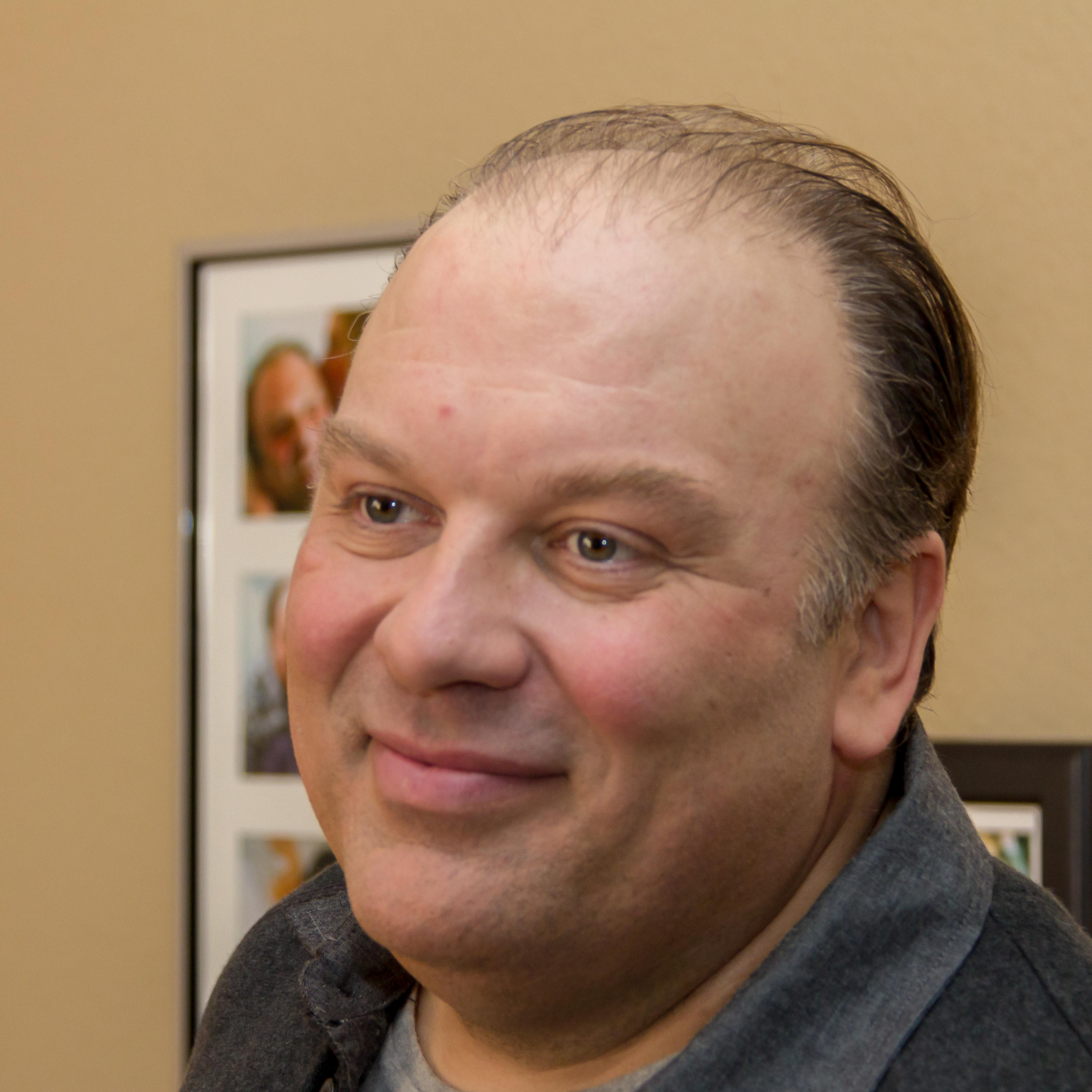
Waldemar Kobus wurde für seine Rolle als Iwan Herstatt mit dem Fernsehpreis der DAfF als Bester Nebendarsteller ausgezeichnet (Foto von 2014)

Goldjungs ist eine zeitgeschichtliche satirische Filmkomödie von Christoph Schnee aus dem Jahr 2021, die die manipulativen Machenschaften im Bankengeschäft thematisiert. Inspiriert wurde das von Eva und Volker A. Zahn geschriebene Drehbuch durch die Bankenpleite der Herstatt-Bank in den 1970er Jahren in Köln. Er wurde von Till Derenbach und Michael Souvignier (Zeitsprung Pictures) sowie Uwe Kersken (G5fiction) im Auftrag von WDR und Degeto produziert. Die Produktion wurde gefördert durch die Film- und Medienstiftung NRW. Der Film wurde am 5. Mai 2021 im Ersten ausgestrahlt.

## Handlung
Am 26. Juni 1974 erfährt die Öffentlichkeit von der Pleite der Kölner Herstatt-Bank. Alle Sparer, Gewerbetreibenden und Unternehmer, die von der Bank abhängig waren, haben dadurch ihr Vermögen und ihre Ersparnisse verloren.
Ein Jahr zuvor ist die Herstatt-Bank die erfolgreichste deutsche Privatbank. Sie gehört dem Unternehmer Hans Gerling, Direktor ist Iwan Herstatt, der wegen ständig auftretender Schlafsucht keinen rechten Überblick hat. Er vertraut die Geschäfte nahezu blind dem leitenden Angestellten Ferdinand Baron von Broustin sowie seinen „Goldjungs“ an, einer Gruppe junger, risikofreudiger Devisenhändler unter Führung von Mick Sommer.
Die aus einfachen Verhältnissen stammende Marie Breuer bekommt ihre erste Anstellung als Sekretärin bei Baron von Broustin. Sie ist fasziniert von den neuen Möglichkeiten, aber auch von Mick, der sie mit seinem unangepassten Auftreten in den Bann zieht. Da auch Mitarbeiter der Bank die Möglichkeit haben, mit wenig Kapital hohe Kredite aufzunehmen und damit bei den Devisengeschäften zu spekulieren, nimmt Marie heimlich die Ersparnisse ihrer Mutter und investiert sie zusammen mit eigenem Geld. Mit den Goldjungs feiert sie wilde Partynächte und beginnt eine Beziehung mit Mick. Einzig Chefrevisor Uwe Lennartz erkennt immer wieder Unregelmäßigkeiten und weist auf die Gefahren hin, doch Herstatt interessiert dies wenig. Er ist in Gedanken mehr bei seinen Karnevalssitzungen und der Planung einer Feier zu seinem sechzigsten Geburtstag. Der Baron und Mick haben also freie Hand, um die Zahlen zu schönen, wofür sie sogar den Bankcomputer mit einem versteckten Knopf ausstatten lassen, sodass bestimmte Buchungen nicht erfasst werden.
In der Weihnachtszeit platzt dann die Blase; die spekulierenden Mitarbeiter verlieren ihr gesamtes eingesetztes Geld. Birgit Pütz, Herstatts Chefsekretärin, die mit Millionen spekuliert hatte, springt vor Maries Augen vom Dach des Bankgebäudes. Marie wird daraufhin zu Herstatts neuer Chefsekretärin ernannt. Als Maries Mutter merkt, dass ihr Sparkonto leer ist, kommt Marie in Bedrängnis. Sie fürchtet eine Zukunft in Schulden, und der dem Börsenwahn verfallene Mick ist ihr keine Hilfe mehr, sodass sie sich von ihm trennt. Lennartz werden die Vorgänge immer suspekter, sodass er heimlich einen Wirtschaftsprüfer des Bundesaufsichtsamts für das Kreditwesen anfordert, der kurze Zeit später bei Herstatt vorstellig wird. Dank weiterer Manipulationen durch den Baron und Mick kann er keine größeren Unregelmäßigkeiten feststellen. Herstatt zeigt sich zufrieden und ordnet eine Feier an. Letztlich findet Lennartz den „magischen“ Knopf, mit der die Zahlen frisiert wurden, doch die Bankenpleite lässt sich jetzt nicht mehr abwenden.
Im Juni 1974 muss die Herstatt-Bank schließen. Iwan Herstatt verliert sein gesamtes Privatvermögen, er wird angeklagt und erhält eine Bewährungsstrafe. Auf Drängen seiner Frau Irene verkauft Hans Gerling 51 % seines Konzerns an die Großbanken, sodass die Anleger aus dem Erlös weitgehend entschädigt werden können. Marie hat Glück gehabt – ihre Spekulation bei einem Goldgeschäft wurde noch rechtzeitig abgewickelt. Sie kann ihrer Mutter deren Ersparnisse zurückzahlen und geht mit einer Gruppe Hippies auf eine Reise zu Selbsterkenntnis und Spiritualität.

## Produktion
Der Film wurde vom 13. Oktober bis zum 12. November 2020 in Köln gedreht. Für Christoph Schnee und Szenenbildner Julian Augustin gestaltete es sich anfangs schwierig, geeignete Drehorte aus den 1970er Jahren zu finden. Schließlich gelang es ihnen, die Innenaufnahmen in den Räumen der Kölner Privatbank Sal. Oppenheim, die von der Deutschen Bank vor der Insolvenz gerettet werden musste, zu drehen. Auch für die Außenaufnahmen vor dem ehemaligen Gebäude der Herstatt-Bank (Unter Sachsenhausen 6) erhielten die Filmschaffenden eine Drehgenehmigung.
Im Vorspann wird eingeblendet, dass der Film durch die Bankenpleite der Herstatt-Bank im Jahr 1974 inspiriert wurde. „Natürlich haben wir uns bei der Illustrierung der Vorgänge, die zum Crash führten, an die realen Vorkommnisse gehalten“, sagt Drehbuchautor Volker A. Zahn. Die Fiktion fange „bei den Figuren an“, sagt Eva Zahn. „Außer dem Ehepaar Gerling und Bankier Herstatt, die Personen der Zeitgeschichte sind, haben wir alle anderen Protagonisten sowie deren Geschichten und Verwicklungen frei erfunden.“ Die originäre Idee, den Skandal zu fiktionalisieren, hatte Produzent Uwe Kersken, der für den Film recherchierte und diesbezüglich im Austausch mit Nachkommen der Familien Gerling und Herstatt stand.
Familie Herstatt distanzierte sich nach der Ausstrahlung ausdrücklich von der Darstellung der Person des Iwan Herstatt im Film und brachte dies in verschiedenen Gegendarstellungen zum Ausdruck. Herstatts Söhne kritisierten insbesondere die Darstellung ihres Vaters als ständig einnickender Bankenchef, obwohl er zu Bankzeiten bei bester Gesundheit gewesen sei. Ebenso wird die Darstellung von Herstatts Chefsekretärin als absurd bezeichnet.

## Soundtrack
Für den Soundtrack wurden unter anderem folgende – mitunter der Zeit vorauseilende – Songs verwendet:
- Gerry Mulligan (Barbara’s Theme)
- T. Rex (Get It On)
- Peter Frampton (Show Me the Way)
- Boston (More Than a Feeling)
- Orchestra Heinz Kiessling (Under Glass)
- Bläck Fööss (Mer losse d'r Dom en Kölle)
- Pink Floyd (Money)
- The Sweet (Blockbuster)
- James Brown (I Feel Good)
- Gilbert O’Sullivan (Alone Again)
- Räuber (Denn wenn et Trömmelche jeht)
- Arthur Rubinstein (Chopin Waltz Op. 64 No. 3 in A Flat)
- Orchestra Heinz Kiessling (Stool Pigeon)
- Can (Don’t Turn the Light on, Leave Me Alone)
- Stevie Wonder (Superstition)
- Barry White (Can’t Get Enough of Your Love, Babe)
- Led Zeppelin (Rock & Roll)
- The Temptations (Papa Was a Rollin’ Stone)
- Golden Earring (Radar Love)
- Supertramp (Rudy)
- Thomas Newman (Yes)
- Bläck Fööss (En d’r Kayjass Nummer Null)
- Thin Lizzy (Whiskey in the Jar)
- Santana (Black Magic Woman)
- David Bowie (Space Oddity)
- The Alan Parsons Project (The Fall Of The House Of Usher: II. Arrival)
- Paul Revere & The Raiders (Indian Reservation (The Lament of the Cherokee Reservation Indian))

## Rezeption

### Kritiken
Rainer Tittelbach bezeichnet den Film „als eine sehr sehenswerte Komödie“ und gibt ihm in seiner Kritik bei tittelbach.tv insgesamt 5 von 6 möglichen Sternen. Szenenbild, Mode und Soundtrack – all das biete den Zuschauern einen besonderen Genuss. Lobend äußert er sich zur Besetzung der Frauenrollen; hier hebt er insbesondere Judith Engel als Birgit Pütz und Leslie Malton als Irene Gerling hervor, die ein paar eindrückliche Szenen hätten. Die männlichen Protagonisten hinterließen einen weniger bleibenden, eher oberflächlichen Eindruck. Die interessanteste, geradezu schillernde Figur sei hier der steife Buchhalter Lennartz, dem die Drehbuchautoren einen markanten Monolog gaben, den Jan Krauter wunderbar umsetze. Trotz seiner insgesamt positiven Bewertung findet Rainer Tittelbach auch einige kritische Punkte. So fehle es dem Film an komplexen Nebenfiguren. Die mit Michelle Barthel als Sexy-Seventies-Ikone ideal besetzte Heldin sei zwar ein guter Türöffner in den Film, doch ergebe die von ihr provozierte Tonlagen-Mischung „eine dramaturgische Schieflage, die eine Narration aus einem Guss verhindert“.
TV Spielfilm gibt dem Film einen Daumen nach oben und beschreibt ihn als „launig-skurrile und liebevoll ausgestattete Finanz-Farce, die wie ‚Wolf of Wall Street‘ am beschaulichen Rhein rüberkommt“.
Für das Branchenportal kino.de ist Goldjungs „ein mutiger, bemerkenswerter und aus dem Rahmen fallender Fernsehfilm“.
Oliver Armknecht vergibt auf film-rezensionen.de 7 von 10 Punkten. Es mache Spaß, dem spielfreudigen Ensemble zuzusehen und darauf zu warten, dass alles zusammenbricht. Gleichzeitig zeige der Film, wie praktisch jeder einer solchen Verführung verfallen könne, wenn die Umstände stimmen.
Fernsehkritiker Tilmann P. Gangloff hebt auf evangelisch.de hervor, dass „das Ehepaar Zahn das Drehbuch als Tragikomödie konzipiert“ habe; das mache den Film „ungleich unterhaltsamer“ als andere deutsche TV-Produktionen zum Thema Finanzskandale. „Gelungen“ ist laut Gangloff auch „die Gratwanderung bei den Nebenfiguren, die auch dank der Ensembleführung durch Regisseur Christoph Schnee nicht zur Karikatur werden“.

### Einschaltquoten
Die deutsche Erstausstrahlung am 5. Mai 2021 im Ersten sahen 4,86 Millionen Zuschauer, was einem Marktanteil von 15,2 % entsprach.

## Auszeichnungen
Bei der Wahl zum Fernsehpreis 2021 der Deutschen Akademie für Fernsehen (DAfF) wurde Iwan-Herstatt-Darsteller Waldemar Kobus in der Kategorie Beste Nebenrolle ausgezeichnet, einen weiteren Preis erhielten Min Sun Kim und Sarah Raible für das Kostümbild. Der Film war außerdem in der Kategorie Szenenbild für einen DAfF-Fernsehpreis nominiert. Im Rennen um den Jupiter Award 2022 gehörte Goldjungs zu den Nominierten in der Kategorie Bester Film national und Beste Darstellerin (Michelle Barthel).